# 1789
1789. је била проста година.

## Догађаји

### Фебруар
- 4. фебруар — На првим председничким изборима у САД победио је вођа из Рата за независност Џорџ Вашингтон.

### Април
- 28. април — Побуњена посада енглеског брода Баунти је оставила капетана брода Вилијама Блаја и његових 18 присталица у водама код Тахитија.
- 30. април — Џорџ Вашингтон је инаугурисан за 1. председника САД.

### Мај
- 5. мај — Почело је заседање Скупштине државних сталежа у Француској први пут после 175 година.

### Јун
- 17. јун — Посланици Трећег сталежа у француском парламенту прогласили Народну скупштину и укинули краљу право вета.
- 20. јун — Посланици Трећег сталежа новопрокламоване Народне скупштине у Француској заклели се да се неће разићи док не донесу нови устав
- 23. јун — Седница у краљевом присуству

### Јул
- 14. јул — Народ у Паризу је заузео затвор Бастиљу, симбол монархије и тај дан се сматра почетком Француске револуције.

### Август
- 1. август — Руска и аустријска војска су у Руско-турском рату поразиле османску војску у бици код Фокшанија.
- 4. август — Парламент Француске је, током Француске револуције, укинуо све привилегије феудалаца.
- 26. август — Национална уставотворна скупштина је усвојила Декларацију о правима човека и грађанина.

### Септембар
- 22. септембар — Руско-аустријске снаге под командом руског војсковође Александра Суворова нанеле тежак пораз Турцима у бици код Римника.

### Октобар
- 5. октобар — Октобарски марш на Версај
- 8. октобар — Аустријска војска под командом фелдмаршала Ернста Гидеона фон Лаудона је освојила Београд од Турака после вишенедељне опсаде.
- 24. октобар — Почела је Брабантска револуција инвазијомљ Аустријске Низоземске емигрантском војском из Низоземске републике.

## Рођења

### Март
- 16. март — Георг Ом, немачки физичар

### Август
- 21. август — Огистен Луј Коши, француски математичар

### Октобар
- 23. октобар — Димитрије Давидовић, српски правник

## Смрти

### Април
- 7. април — Абдул Хамид I, турски султан. (*1725)